# Rørbæk Kirke
Rørbæk Kirke ligger i landsbyen Rørbæk, ca. 10 km nordvest for Hobro.

## Beskrivelse
Rørbæk Kirke er som så mange andre kirker på egnen formentlig bygget i det 12. århundrede. Den er bygget i romansk stil af fint tilhuggede granitkvadre. Der har på kirken været både kirketårn og tilbygget våbenhus mod syd – men engang i 1800-tallet blev tårnet og våbenhuset nedrevet, formentlig fordi det var i dårlig stand. Tårnrummet i kirkens vestende blev dog bevaret og fungerer nu som kirkens våbenhus med indgangsdør i sydsiden. I 1892 blev der bygget et træspir oven på tårnrummet som en slags erstatning for det tidligere kirketårn.
I 1998 blev kirken gennemgribende restaureret indvendig og fremstår nu med en smuk harmoni mellem den gamle altertavle og prædikestol fra 1600-tallet og nye, varme farver i kirkerummet.
Altertavlen domineres af et billede af Kristus, der hænger på korset. Nedenfor korset står to kvinder, formentlig Jesu mor og Maria Magdalene. Som en særlig detalje ved både altertavle og prædikestol ses Moses med tavlerne med de ti bud – og Moses er malet med horn i panden. Det skyldes, at man i 1600-tallet havde fejloversat ordene i 2. Mosebog kap. 34 om, at det strålede fra Moses' ansigt, da han kom ned fra bjerget efter at have fået tavlerne med buddene. Man læste det som 'horn', der var på Moses.

## Eksterne kilder og henvisninger
- Rørbæk Kirke hos KortTilKirken.dk